# سيباستيان سالازار
سيباستيان سالازار (بالإسبانية: Sebastian Salazar)‏ (30 سبتمبر 1995 بوغوتا كولومبيا - ) هو لاعب كرة قدم كولومبي، يلعب كلاعب وسط.

## وصلات خارجية
- سيباستيان سالازار على موقع قاعدة بيانات كرة القدم.إي يو (الإنجليزية)
- سيباستيان سالازار على موقع Soccerway.com (الإنجليزية)
- سيباستيان سالازار على موقع AS.com (الإسبانية)